# 周冰倩
周冰倩（1969年5月5日－），中国女歌手、影视演员，九十年代以一曲《真的好想你》走紅大江南北。后唱而优则演，主演电视剧《新丽人行》、《贝加的樱桃班》、《梦圆何方》，深受大众喜爱。

## 生平
周冰倩原籍浙江宁波，生於上海，1978年她考入著名音樂學府上海音樂學院附小學習二胡，後升入上海音樂學院附属中等音乐专科学校（上海音樂學院附中）。1985年於上海音樂學院就讀的她師承二胡大師项祖英。1987年參加雀巢杯通俗歌手大奖赛，開始她的歌唱事業。1989年她以專輯《我想有個家》嶄露頭角，當時發行量更突破一百萬盒。之後的二胡專輯銷路亦不俗。1991年，正處於高峰的她卻東渡日本發展，簽約日本第一藝能公司。1993年，她的專輯《Passing Love》獲獎無數，使她有「上海刮來的颱風」和「中日文化交流的使者」之稱。翌年再推出日语专辑《积木的都会》，同時在東京舉行了一場音樂會。1995年回國，將事業重心轉回中國，推出專輯《忍耐孤独》，並首次主演電視劇《新麗人行》。1996年她推出代表作《真的好想你》，踏上第二個事業高峰。1997年她更擔任制作人，完成她的專輯《被梦感召》。1999年5月推出自傳《周冰倩-真的好想你》。同年10月她在國慶獻唱的《今夜無眠》成績亦不錯。踏入2000年後開始作出不同嘗試，包括推出作品集《周冰倩还是最想你》和出版中英文双专辑《我这样的女人》。
而她2002年的琴歌專輯《二胡情書》成功把二胡和歌曲結合，廣受好評。

## 專輯
- 《我想有个家》（1989年）
- 《周冰倩二胡高胡专辑》（1991年）
- 《PassingLove》（1993年）
- 《积木的都会》（1994年）
- 《忍耐孤独》（1995年）
- 《被夢感召》
- 《周冰倩真的好想你》
- 《二胡情書》
- 《我这样的女人》